# Deluz (Doubs)
Pour les articles homonymes, voir Deluz.
Deluz [dəly] est une commune française située dans le département du Doubs, la région culturelle et historique de Franche-Comté et la région administrative Bourgogne-Franche-Comté.
Les habitants se nomment les Deluziens et Deluziennes.

## Géographie
Deluz est une commune membre de Grand Besançon Métropole. Elle se situe au nord-est à une dizaine de kilomètres de Besançon, en amont du Doubs. Le village se situe au fond d'une vallée où passe une voie ferrée et un réseau routier et une véloroute. La route nationale 83 désormais D 683 a été construite sur le plateau dominant au nord.

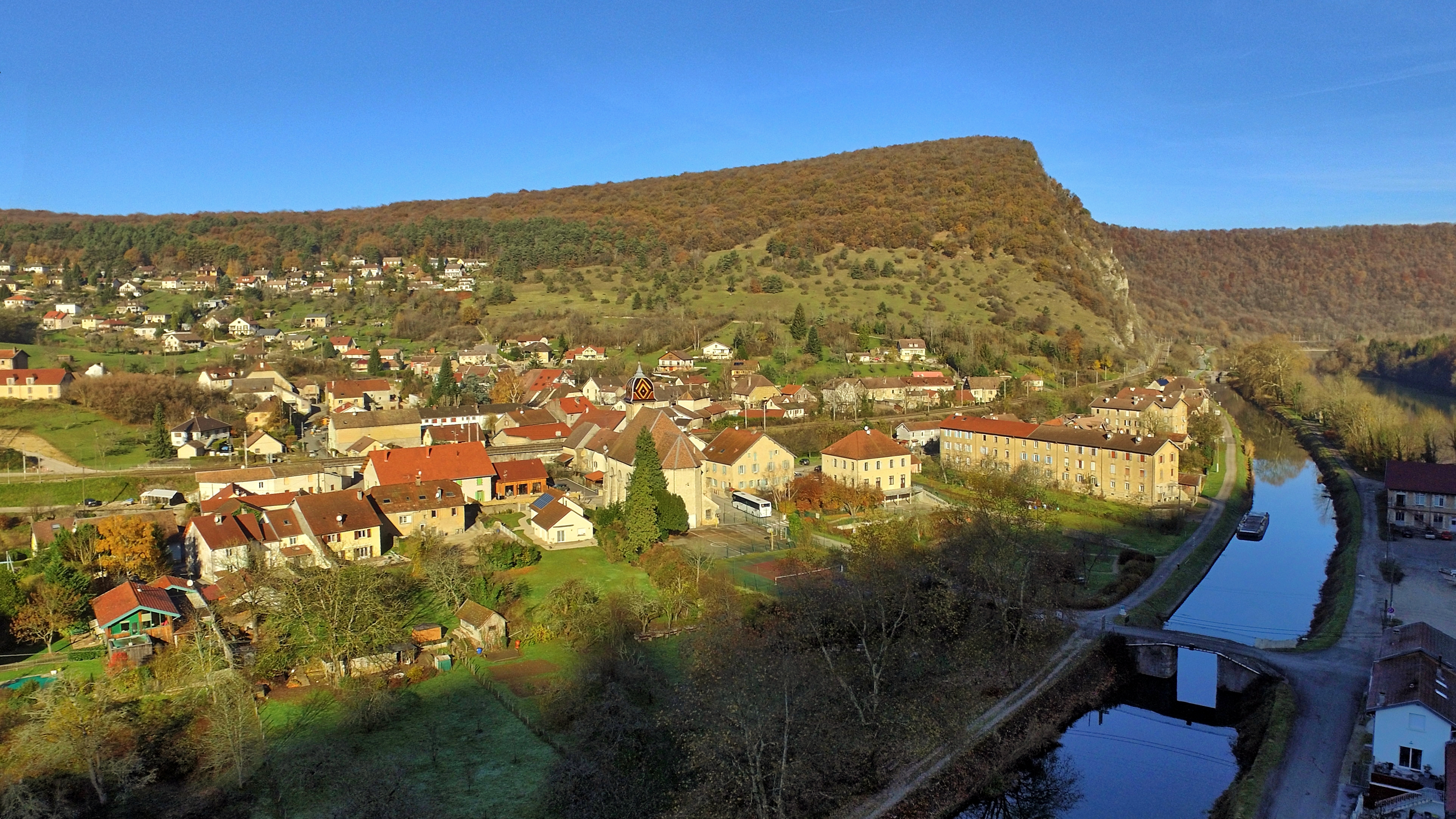
Le village au bord du Doubs.

### Transport
La commune est desservie par la ligne  74  du réseau de transport en commun Ginko. Elle possède également une halte ferroviaire SNCF où quelques TER s'arrêtent.

### Climat
Pour des articles plus généraux, voir Climat de la Bourgogne-Franche-Comté et Climat du Doubs.
En 2010, le climat de la commune est de type climat de montagne, selon une étude du Centre national de la recherche scientifique s'appuyant sur une série de données couvrant la période 1971-2000. En 2020, Météo-France publie une typologie des climats de la France métropolitaine dans laquelle la commune est exposée à un climat semi-continental et est dans la région climatique  Jura, caractérisée par une forte pluviométrie en toutes saisons (1 000 à 1 500 mm/an), des hivers rigoureux et un ensoleillement médiocre. 
Pour la période 1971-2000, la température annuelle moyenne est de 10,6 °C, avec une amplitude thermique annuelle de 17,4 °C. Le cumul annuel moyen de précipitations est de 1 190 mm, avec 14,2 jours de précipitations en janvier et 10,1 jours en juillet. Pour la période 1991-2020, la température moyenne annuelle observée sur la station météorologique de Météo-France la plus proche, « Pouligney », sur la commune de Pouligney-Lusans à 4 km à vol d'oiseau, est de 10,9 °C et le cumul annuel moyen de précipitations est de 1 214,6 mm. 
La température maximale relevée sur cette station est de 40 °C, atteinte le 25 juillet 2019 ; la température minimale est de −23 °C, atteinte le 20 décembre 2009,,. 
Les paramètres climatiques de la commune ont été estimés pour le milieu du siècle (2041-2070) selon différents scénarios d'émission de gaz à effet de serre à partir des nouvelles projections climatiques de référence DRIAS-2020. Ils sont consultables sur un site dédié publié par Météo-France en novembre 2022.

## Urbanisme

### Typologie
Au 1er janvier 2024, Deluz est catégorisée commune rurale à habitat dispersé, selon la nouvelle grille communale de densité à sept niveaux définie par l'Insee en 2022.
Elle est située hors unité urbaine. Par ailleurs la commune fait partie de l'aire d'attraction de Besançon, dont elle est une commune de la couronne,. Cette aire, qui regroupe 310 communes, est catégorisée dans les aires de 200 000 à moins de 700 000 habitants,.

### Occupation des sols
L'occupation des sols de la commune, telle qu'elle ressort de la base de données européenne d’occupation biophysique des sols Corine Land Cover (CLC), est marquée par l'importance des forêts et milieux semi-naturels (71,9 % en 2018), une proportion identique à celle de 1990 (71,9 %). La répartition détaillée en 2018 est la suivante : 
forêts (71,9 %), zones agricoles hétérogènes (18,2 %), zones urbanisées (4,1 %), prairies (3,1 %), terres arables (2,7 %). L'évolution de l’occupation des sols de la commune et de ses infrastructures peut être observée sur les différentes représentations cartographiques du territoire : la carte de Cassini (XVIIIe siècle), la carte d'état-major (1820-1866) et les cartes ou photos aériennes de l'IGN pour la période actuelle (1950 à aujourd'hui).

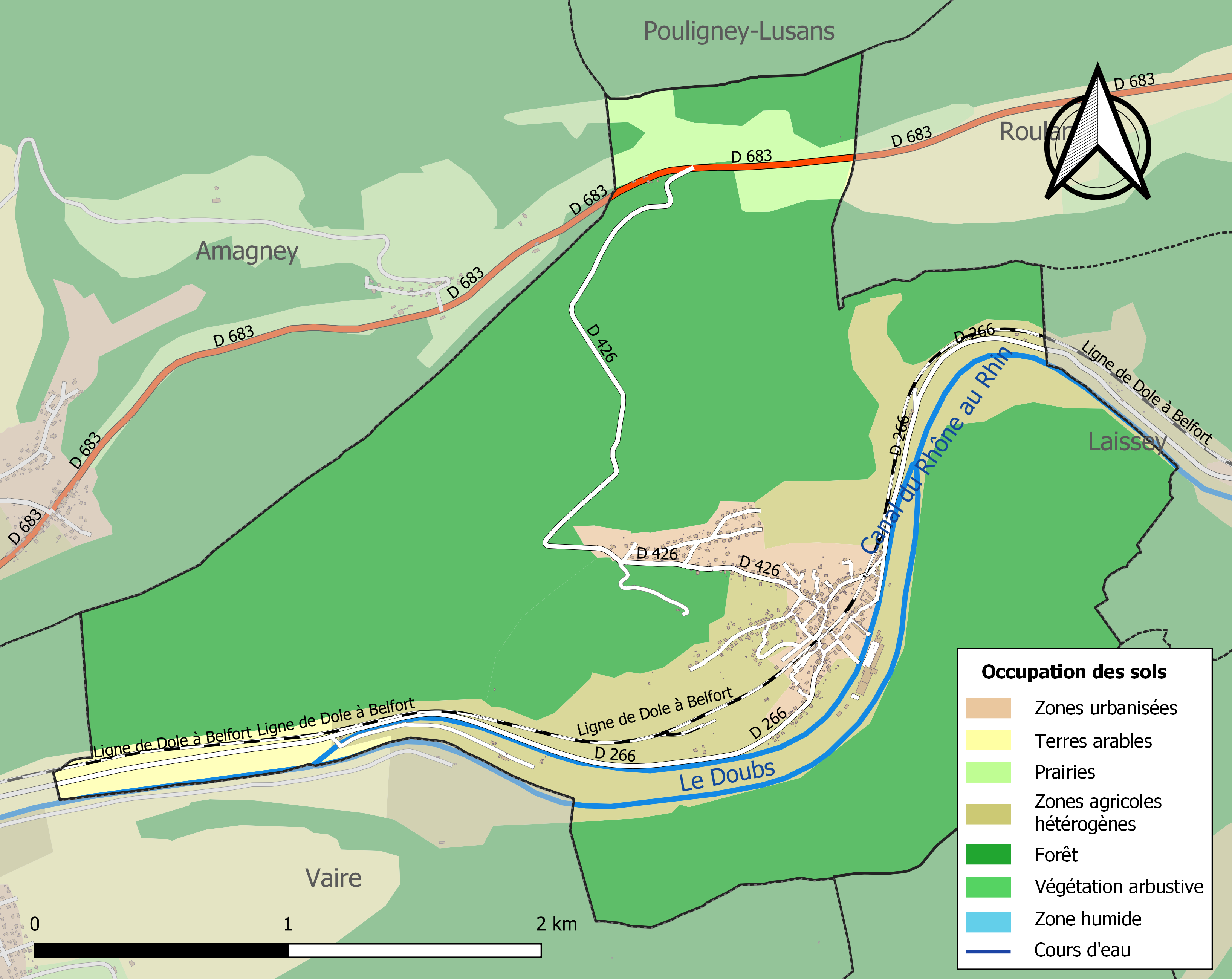
Carte des infrastructures et de l'occupation des sols de la commune en 2018 (CLC).

## Toponymie
Delu en 1250 ; Delui en 1275 ; Deluz depuis la fin du XIVe siècle.

## Politique et administration
| Période                                  | Période                     | Identité                                          | Étiquette       | Qualité                        |
| ---------------------------------------- | --------------------------- | ------------------------------------------------- | --------------- | ------------------------------ |
| 1995                                     | 2008                        | Yves Tardieu                                      | SE              | Enseignant                     |
| 2008                                     | En cours (au 1er juin 2020) | Sylvaine Barassi, Réélue pour le mandat 2020-2026 | [sans étiquette | Fonctionnaire au Trésor public |
| Les données manquantes sont à compléter. |                             |                                                   |                 |                                |

## Démographie
L'évolution du nombre d'habitants est connue à travers les recensements de la population effectués dans la commune depuis 1793. Pour les communes de moins de 10 000 habitants, une enquête de recensement portant sur toute la population est réalisée tous les cinq ans, les populations de référence des années intermédiaires étant quant à elles estimées par interpolation ou extrapolation. Pour la commune, le premier recensement exhaustif entrant dans le cadre du nouveau dispositif a été réalisé en 2006.

En 2022, la commune comptait 627 habitants, en évolution de +0,64 % par rapport à 2016 (Doubs : +1,88 %, France hors Mayotte : +2,11 %).
| 1793 | 1800 | 1806 | 1821 | 1831 | 1836 | 1841 | 1846 | 1851 |
| ---- | ---- | ---- | ---- | ---- | ---- | ---- | ---- | ---- |
| 376  | 385  | 397  | 348  | 404  | 432  | 443  | 458  | 441  |

| 1856 | 1861 | 1866 | 1872 | 1876 | 1881  | 1886 | 1891  | 1896  |
| ---- | ---- | ---- | ---- | ---- | ----- | ---- | ----- | ----- |
| 499  | 520  | 452  | 390  | 787  | 1 062 | 948  | 1 007 | 1 025 |

| 1901  | 1906  | 1911  | 1921 | 1926 | 1931 | 1936 | 1946 | 1954 |
| ----- | ----- | ----- | ---- | ---- | ---- | ---- | ---- | ---- |
| 1 023 | 1 014 | 1 032 | 890  | 816  | 680  | 648  | 538  | 641  |

| 1962 | 1968 | 1975 | 1982 | 1990 | 1999 | 2006 | 2011 | 2016 |
| ---- | ---- | ---- | ---- | ---- | ---- | ---- | ---- | ---- |
| 648  | 646  | 562  | 706  | 692  | 693  | 660  | 627  | 623  |

| 2021 | 2022 | - | - | - | - | - | - | - |
| ---- | ---- | - | - | - | - | - | - | - |
| 623  | 627  | - | - | - | - | - | - | - |

## Éboulement
Dans la nuit du 4 au 5 juillet 1969 vers 4 h du matin, un glissement de terrain s'est produit au lieu-dit : Sous-Roche.
15 000 tonnes de terre et de gravats ont dévalé la colline se  déversant sur les voies de chemin de fer de la ligne Strasbourg-Vintimille et sur la route qui relie Deluz à Laissey. La coulée s'est avancée jusque dans le Doubs. Deux maisons ont été emportées : celle du garde-barrière et une résidence secondaire, vides de leurs habitants. Le garde-barrière s’est aperçu, la veille, que la colline formée à sa base par une carrière de glaise, dominée par une falaise, commençait à bouger.

## Lieux et monuments
- L'église Saint-Martin, localisée au centre du village, est datée du XVIIIe siècle et bénéficie d'une inscription aux monuments historiques depuis 1988.
- L'ancienne papeterie inscrite à l'Inventaire général du patrimoine culturel[21].
- La chapelle de Montoille édifiée sur la colline du même nom par l’abbé Manet en 1872[22].
- La halte ferroviaire SNCF où quelques TER s'arrêtent.
- La halte fluviale est ouverte depuis juillet 2009. Elle est l'une des trois haltes du port fluvial multi-sites de Grand Besançon Métropole. Elle permet l'accueil d'une trentaine de bateaux de plaisance stationnés perpendiculairement à la voie d'eau, en courte, moyenne et longue durée, tout au long de l'année. Il y a également un petit chantier naval.

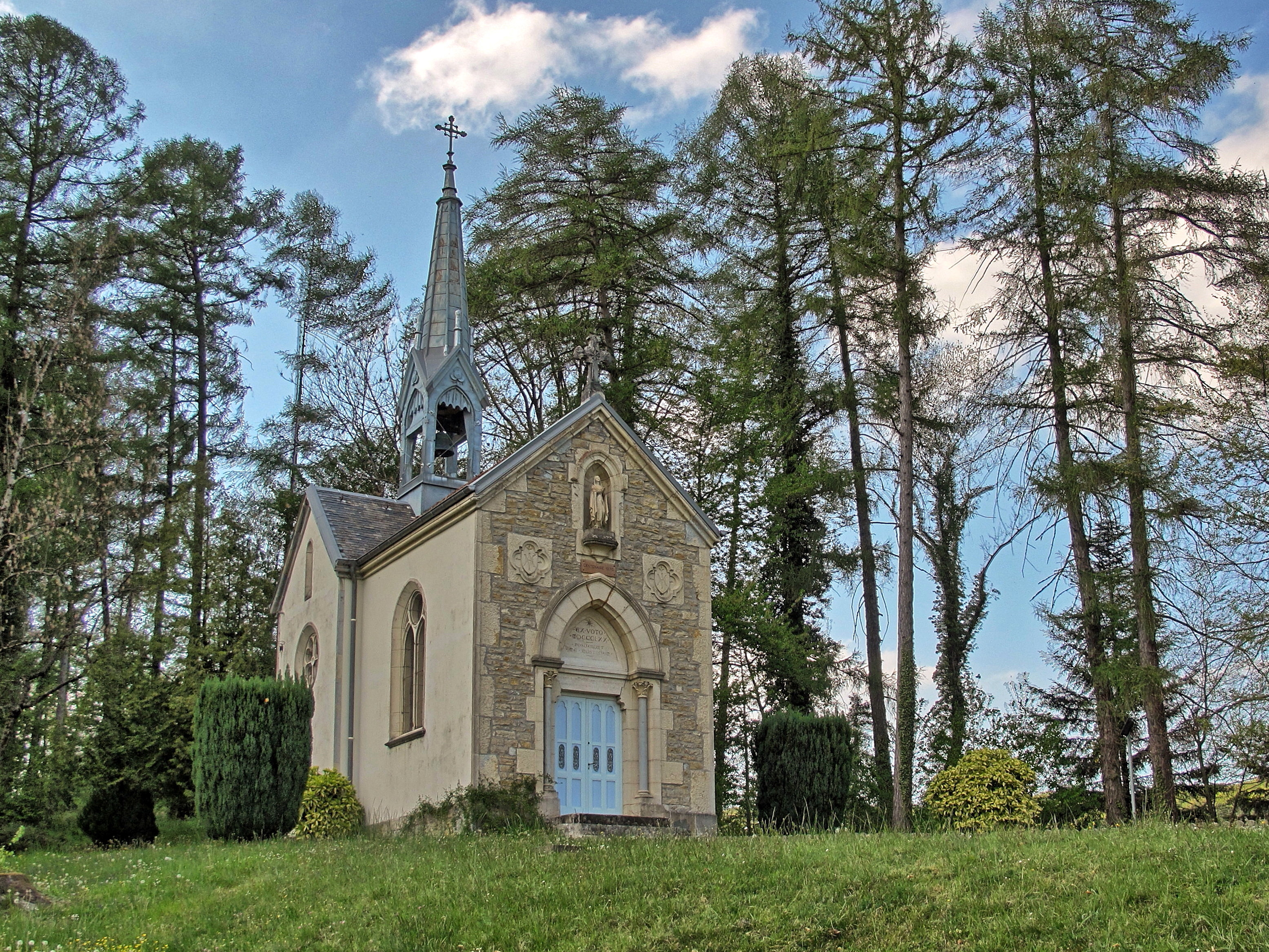
La chapelle de Montoille.
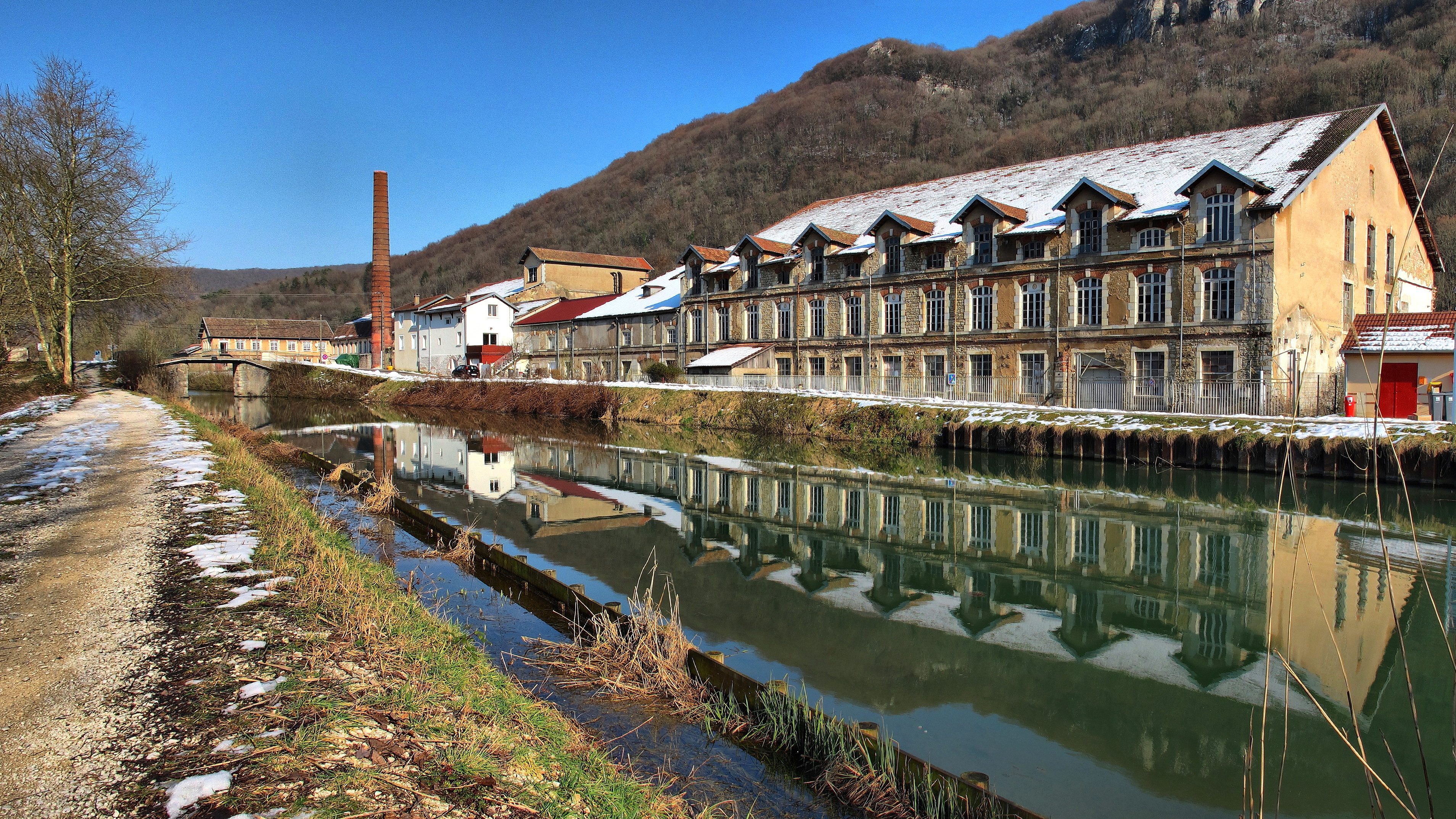
L'ancienne papeterie au bord du Doubs.
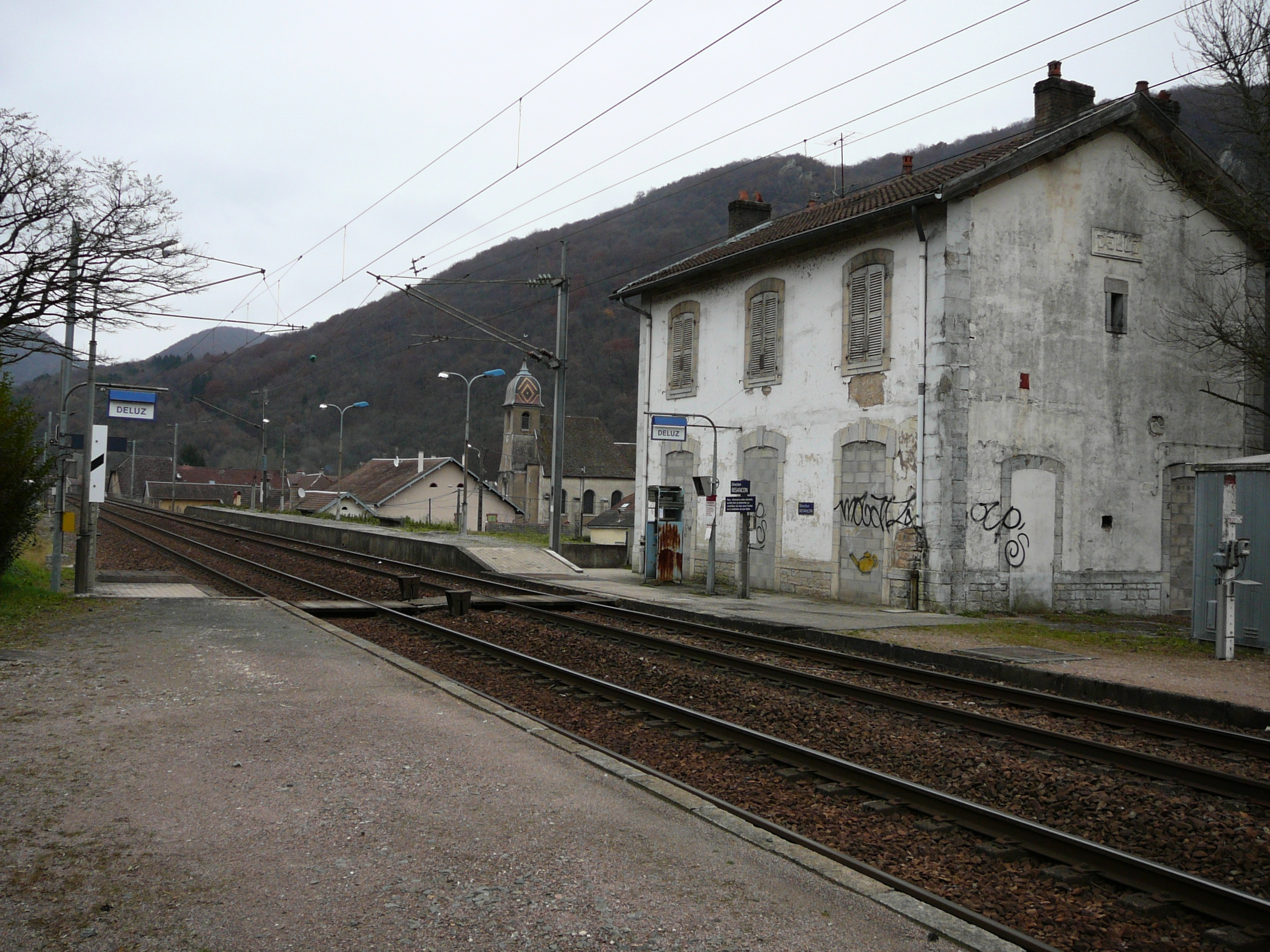
Gare.
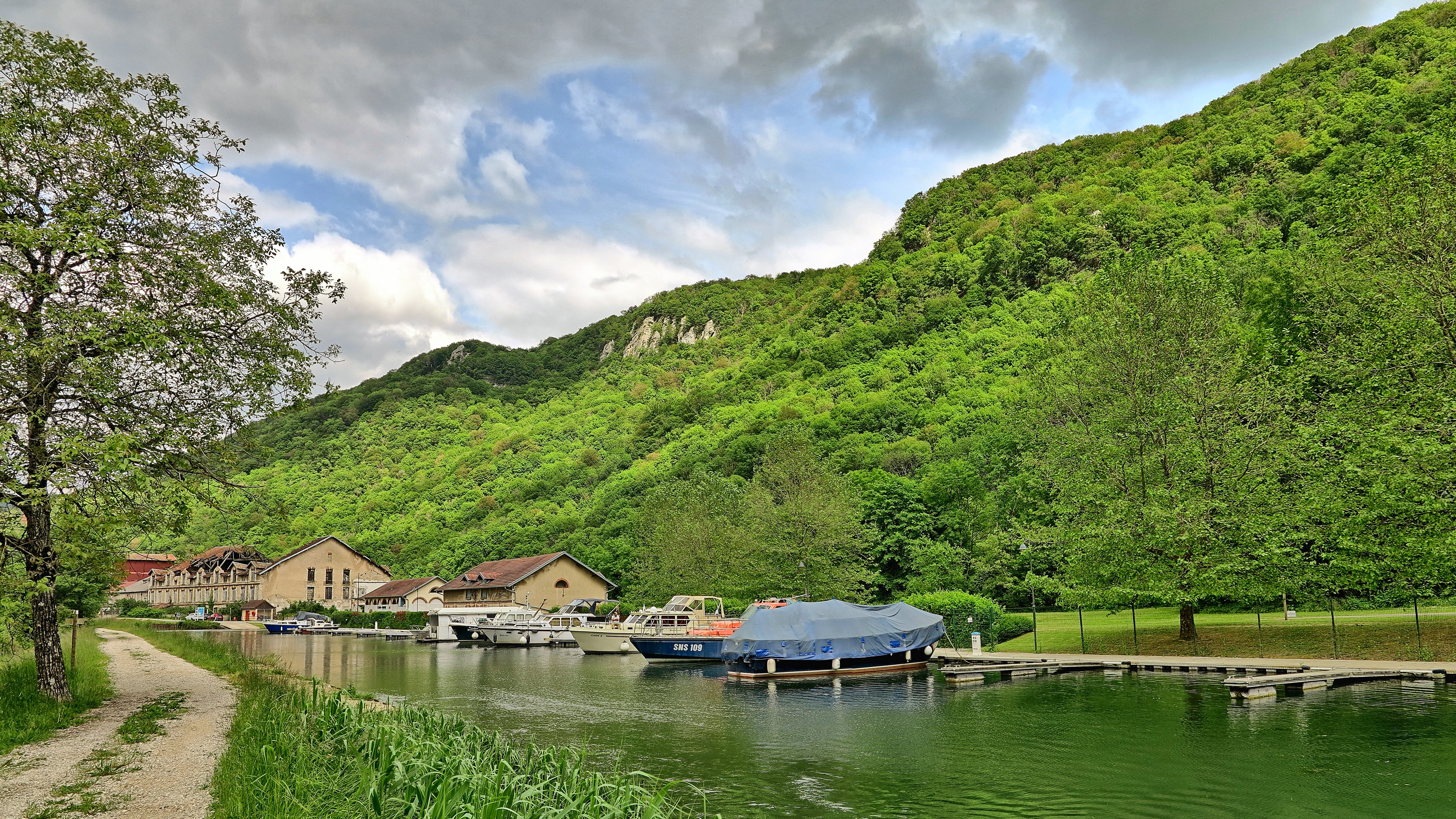
La halte fluviale.
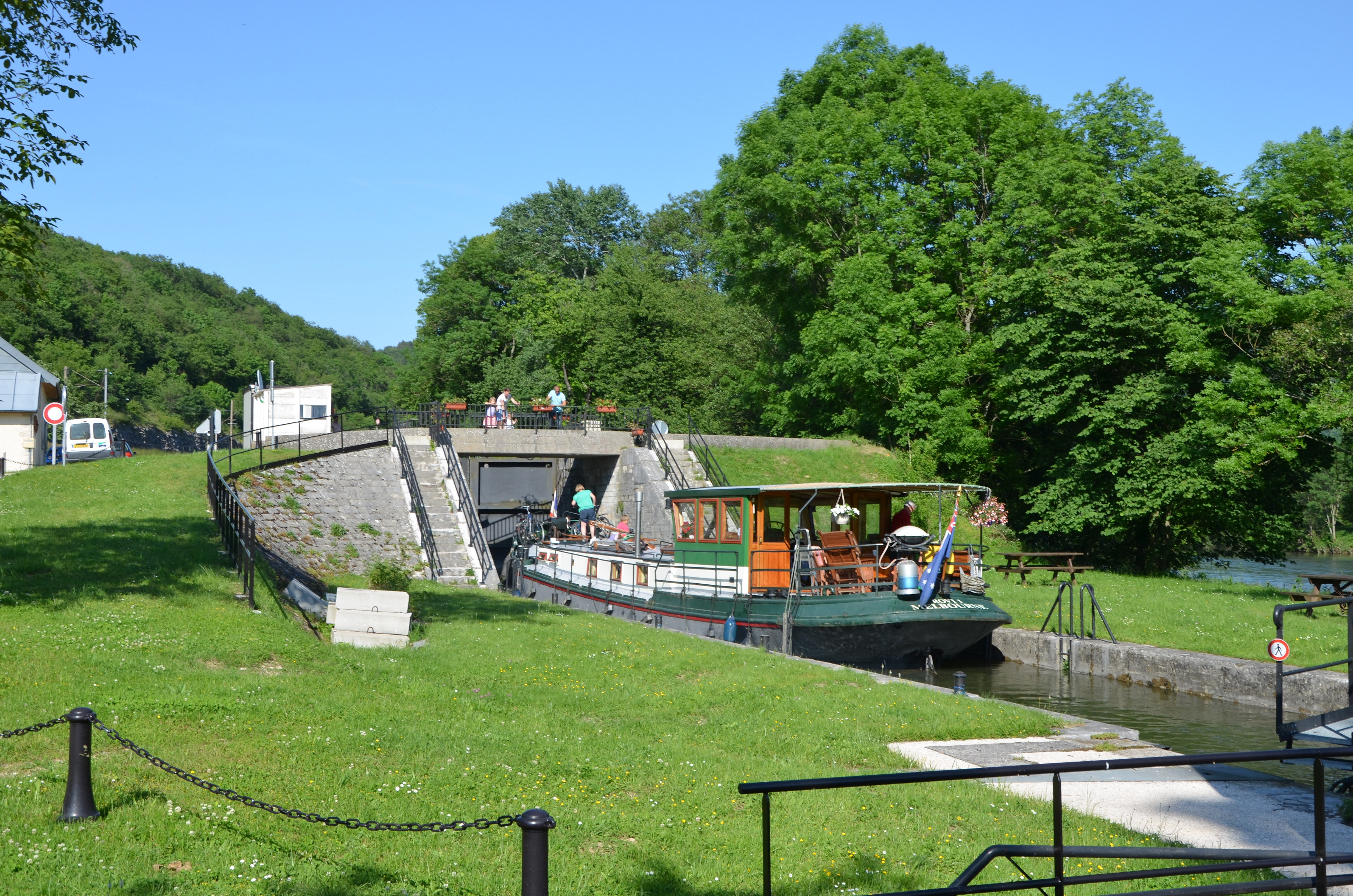
Écluse.

- Le belvédère de la Roche Blanche en rive gauche du Doubs.
- Le belvédère des rochers du Château Loriot, en rive doite, accessible par le chemin de randonnée GR59 et offrant une vue magnifique sur un méandre du Doubs.
- Les grottes de Sous-Roche : les spéléologues ont recensé 7 grottes dans les corniches de l'anticlinal de Sous-Roche dont les développements sont compris entre 5 m et 53 m (grotte n°1 débutant par un porche de 5 m sur 4). Par ailleurs, subsistent les galeries d'une ancienne mine de fer.

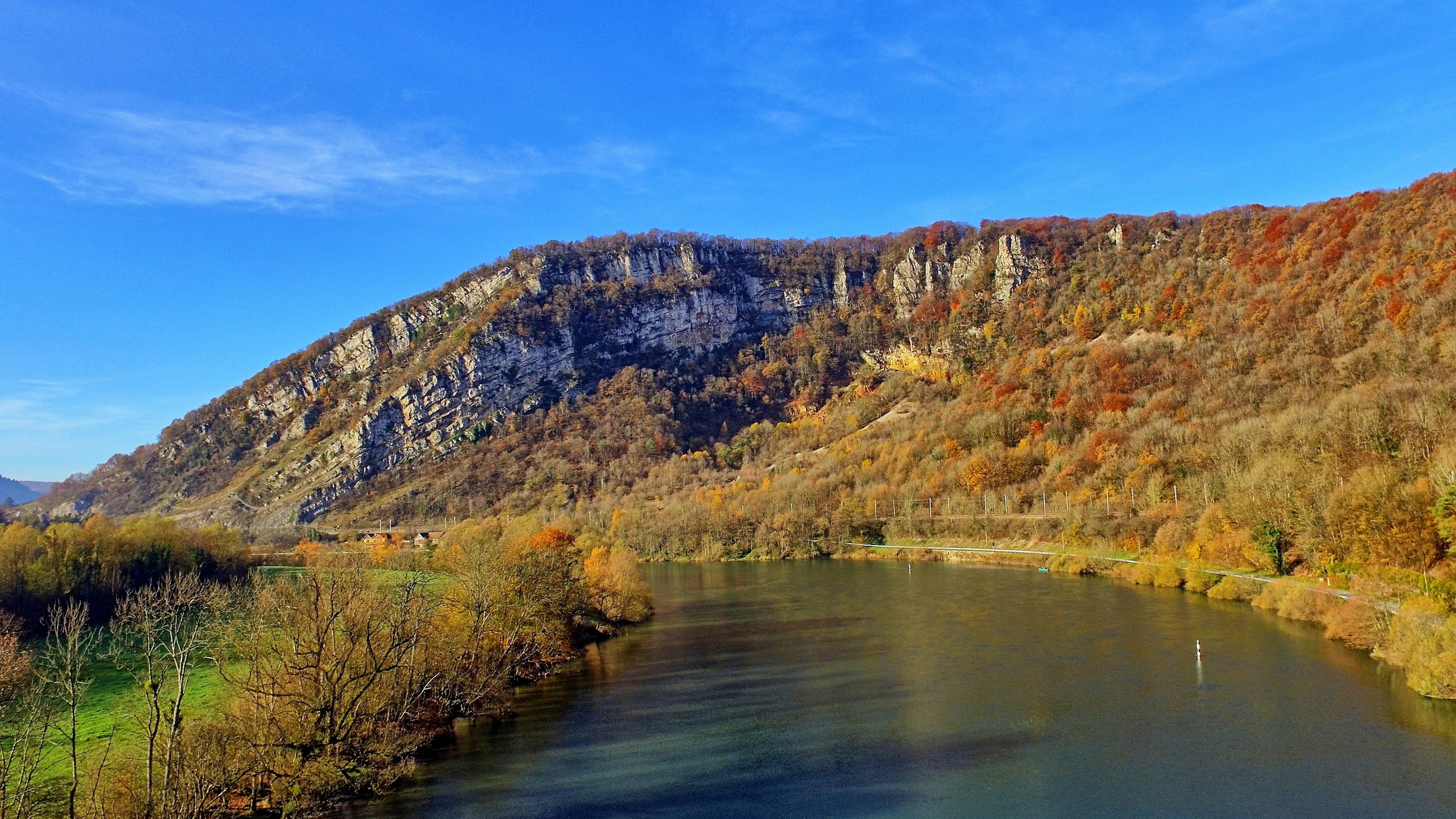
Les rochers du Château Loriot.
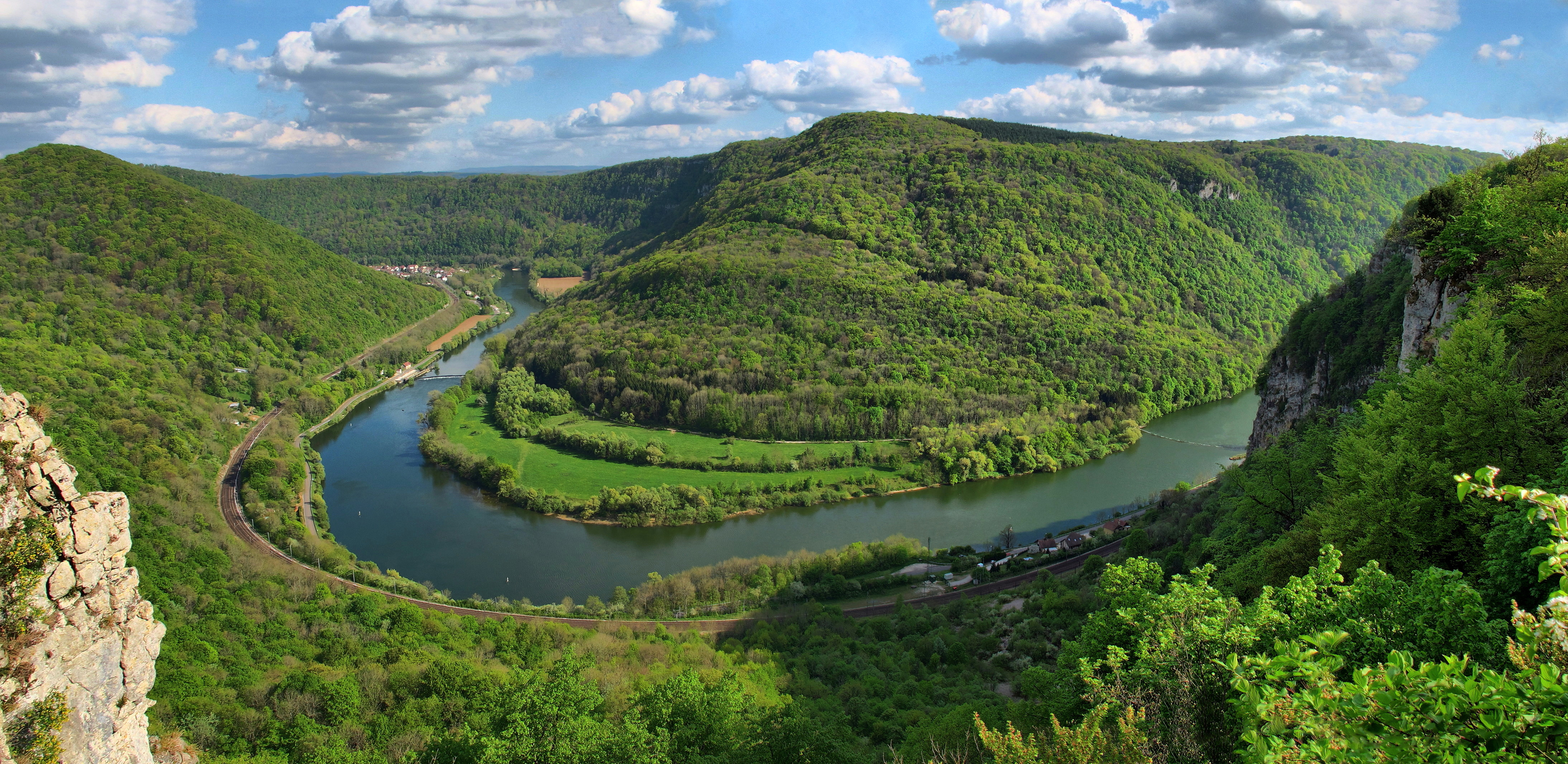
Méandre du Doubs en amont de Deluz vu depuis le belvédère du Château Loriot.
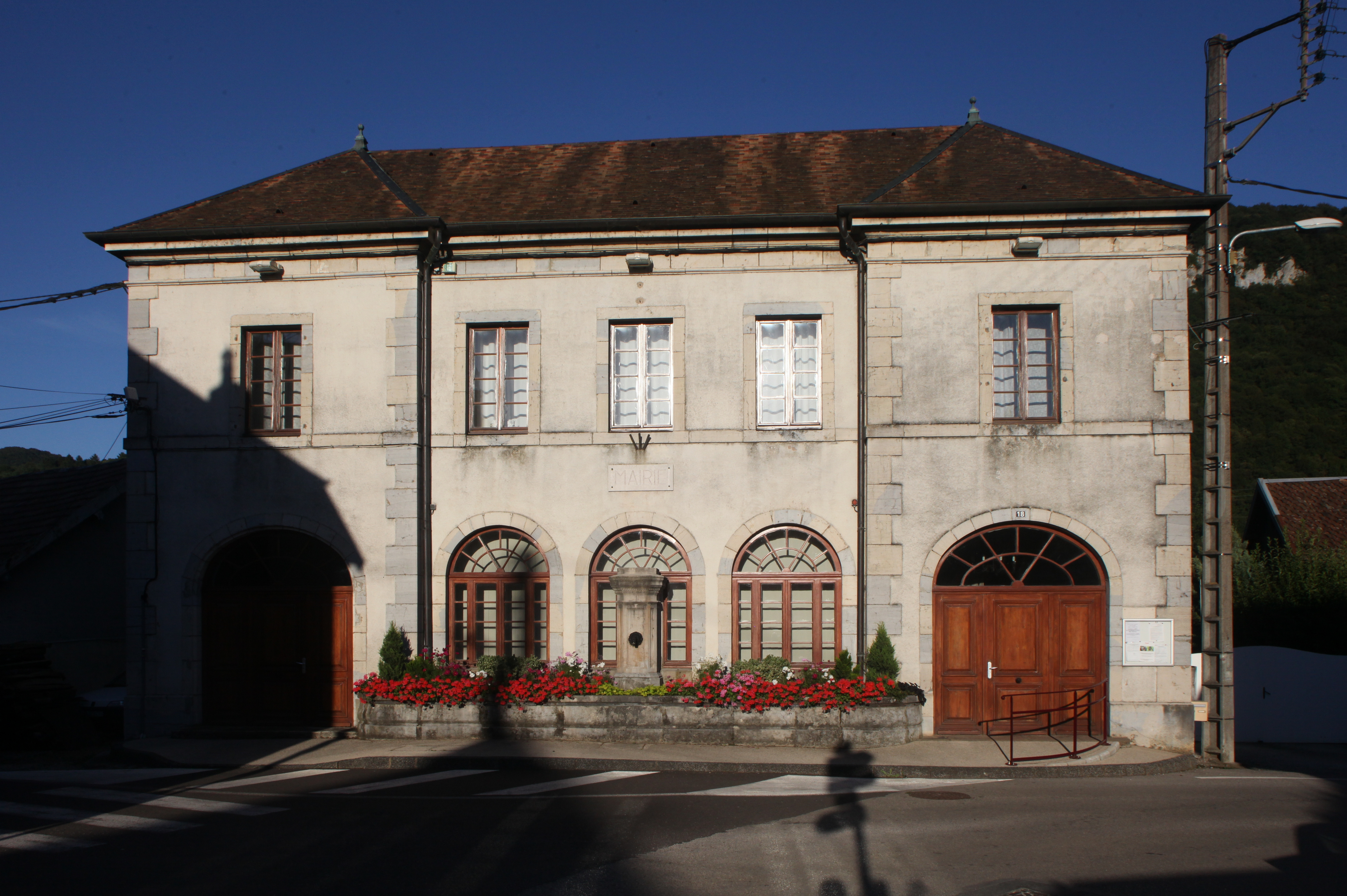
Mairie.
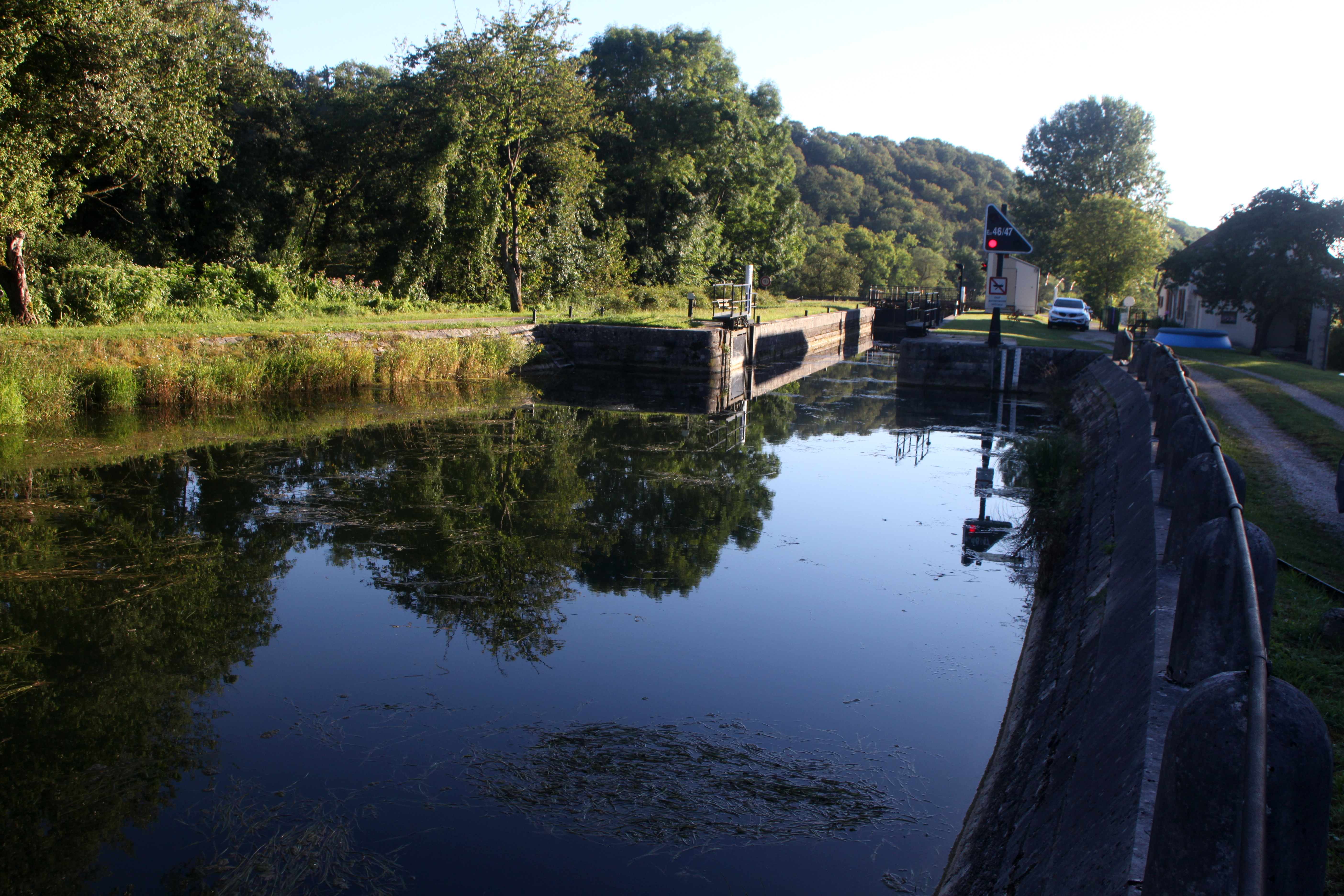
Écluse.